# Bolschoje Malzewo
Bolschoje Malzewo (russisch Большое Мальцево) ist ein Dorf (derewnja) in der Oblast Kursk in Russland. Es gehört zum Rajon Kursk und zur Landgemeinde (selskoje posselenije) Bessedinski selsowjet.

## Geographie
Der Ort liegt gut 18 km Luftlinie östlich des Oblastverwaltungszentrums Kursk im südwestlichen Teil der Mittelrussischen Platte, 4,5 km vom Sitz des Dorfsowjet – Bessedino, 109 km vor Grenze zwischen Russland und der Ukraine, am Fluss Rat (rechter Nebenfluss des Seim).

### Klima
Das Klima im Ort ist wie im Rest des Rajons kalt und gemäßigt. Es gibt während des Jahres eine erhebliche Niederschlagsmenge. Dfb lautet die Klassifikation des Klimas nach Köppen und Geiger.

## Bevölkerungsentwicklung
| Jahr | Einwohner |
| ---- | --------- |
| 2002 | 90        |
| 2010 | ▼65       |

Anmerkung: Volkszählungsdaten

## Verkehr
Bolschoje Malzewo liegt 4 km vor Fernstraße föderaler Bedeutung R-298 (Kursk – Woronesch – R22 Kaspi; ein Teil der Europastraße E38), an der Straße interkommunaler Bedeutung 38N-537 (Petrowskoje – Bolschoje Malzewo) und 7 km vom nächsten Bahnhof Otreschkowo (Eisenbahnstrecke Kursk – 146 km) entfernt.
Der Ort liegt 120 km vom internationalen Flughafen von Belgorod entfernt.